# Kowloon (stacja MTR)
Kowloon – stacja MTR w Hongkongu, znajdująca się na Tung Chung Line i Airport Express. Na stacji znajdują miejsca check-in dla pasażerów, którzy udają się na port lotniczy w Hongkongu. Ze stacji kursują także darmowe autobusy, które udają się do ważniejszych hoteli w Tsim Sha Tsui i Yau Ma Tei. Stacja oddalona jest około 1 km od stacji Jordan, która znajduje się na trasie Tsuen Wan Line. Za pomocą wind można bezpośrednio dostać się do centrum handlowego Elements.

## Historia
Stacja została zaprojektowana przez firmę Farrells i fazie planowania nazywana była West Kowloon (chiń. 西九龍站). 16 września 2000 roku nowe centrum handlowe Dickson CyberExpress zostało otwarte bezpośrednio przy stacji, dwa lata po jej uruchomieniu w 1998 roku. Początkowo miało ono powierzchnię 6 500 m² na czterech poziomach. Z powodu niskiej gęstości zabudowy w okolicach stacji i małej ilości klientów zarządca postanowił zmniejszyć centrum handlowe, co doprowadziło do całkowitego zamknięcia w 2005 roku. Zaproponowano, żeby stacja stała się przystankiem końcowym nowo planowanej East Kowloon Line, projekt uwzględniał wykorzystanie wolnego miejsca przy platformach Tung Chung Line po centrum handlowym. 
Stacja Kowloon połączona jest za pomocą kładek pieszych ze stacją Austin na West Rail Line. W przyszłości stacja zostanie połączona ze terminalem końcowym West Kowloon linii kolei dużych prędkości Guangzhou–Shenzhen–Hong Kong Express Rail Link. 

## Układ stacji
Platformy Tung Chung Line i Airport Express znajdują się na różnych poziomach. Na drugim poziomie znajdują się platformy 1 i 2 linii Airport Express, zaś na czwartym poziomie pod ziemią znajdują się platformy 3 i 4 Tung Chung Line. Na parterze znajdują się sklepy, bankomaty, obsługa pasażerów, toalety, check-in oraz Hang Seng Bank. Na poziomach znajdujących się nad ziemią znajduje się centrum handlowe Elements. Na najwyższym poziomie znajdują się wyjścia na osiedla mieszkalne na Union Square oraz International Commerce Centre.
Pierwsze pociągi odjeżdżają ze stacji kilka minut przed godziną 6 i kursują do około 1 w nocy.